# Murløber
Murløber (Tichodroma muraria) er en cirka 16 centimeter stor spurvefugl, der lever i klippeterræn i et stort område fra Sydøsteuropa i vest til Kina i øst.
I Europa yngler arten i højder fra 1000 til 3000 meter over havet, ofte nær vand. Den opholder sig især på lodrette klippevægge, hvor der er vegetation.

## Taksonomi og slægtskab
Arten placeres taksonomisk alene i sin egen familie, murløbere (Tichodromidae). Den er nærmest beslægtet med spætmejserne (Sittidae). Sammen menes disse at være beslægtet med blandt andre træløbere (Certhiidae) og smutter (Troglodytidae).